# مرتضی آیت‌الله‌زاده شیرازی
سید مرتضی آیت‌الله‌زاده شیرازی (۱۳۰۷–۱۳۷۹) پژوهشگر ایرانی و استاد دانشکده الهیات دانشگاه تهران بود.

## آثار
- ترجمه کتاب الادب المقارِن با نام ادبیات تطبیقی، اثر محمد غنیمی
- مقدمه و تصحیح تفسیر سواطع الالهام
- ترجمه و تحشیه کتاب نظام حکومت و مدیریت در اسلام اثر محمدمهدی شمس‌الدین
- تحقیق و تصحیح بخشی از تفسیری کهن به پارسی،
- فرهنگ اصطلاحات روز
- فرهنگ چند زبانه مجمعُ اللُّغات